# حاتم حمدان العزاوي
حاتم حمدان محمود ربيع العزاوي (1935، بغداد - 10 فبراير 2022)، سياسي عراقي، يعد من القيادات البعثية العراقية البارزة. شغل منصب رئيس ديوان رئاسة الجمهورية لفترة من الوقت.

## التعليم والسنوات المبكرة
ولد حاتم حمدان العزاوي في محلة العزة جانب الرصافة من بغداد عام 1935، لعائلة تنتمي لقبيلة العزة الزبيدية من فخذ البو بكر/البو دلي. نشأ وترعرع في كنف عائلة صوفية تنتمي إلى الطريقة الرفاعية من أولاد الشيخ كمر، وكانت لهذه العائلة تكية كبيرة ، في مكانها الآن المدرسة المضرية، كانت تمارس فيها طقوس الذكر والتهاليل. أكمل دراسته الأولية في جانب الكرخ من بغداد ودخل كلية القانون في الجامعة المستنصرية في بغداد، وتخرج فيها عام 1968 حاصلا على بكالوريوس في القانون.

## العمل السياسي

### في حزب البعث
انتمى مبكرًا الى حزب البعث وشارك في محاولة اغتيال عبد الكريم قاسم عام 1959، كما شارك في الأحداث التي وقعت بعد انقلاب 8 شباط 1963 واعتقل في زمن عبد السلام عارف. شارك في انقلابي البعثيين في 17-30 تموز 1968.

### المناصب
عمل في وزارة الخارجية ثم مديرًا عامًا في مكتب صدام حسين نائب رئيس الجمهورية عام 1976، ثم مستشارًا في رئاسة الجمهورية ثم رئيس ديوان الرئاسة وعمل مستشارًا في دائرة خدمة الاحتياط في رئاسة الجمهورية.

## تكريم
- وسام الرافدين من الدرجة الأولى في 1991
- ثلاثة أنواط شجاعة عام 1991 و
- نوط الاستحقاق العالي عام 1993
- نوط شجاعة عام 1998.
- تقلد شارة الحزب في 23 أيار/مايو 1993.

## وفاته
توفي حاتم حمدان العزاوي في القاهرة في 10 فبراير/شباط 2022 إثر مرض عضال.